# Chonville-Malaumont
Chonville-Malaumont är en kommun i departementet Meuse i regionen Grand Est (tidigare regionen Lorraine) i nordöstra Frankrike. Kommunen ligger i kantonen Commercy som tillhör arrondissementet Commercy. År 2022 hade Chonville-Malaumont 204 invånare.

## Befolkningsutveckling
Antalet invånare i kommunen Chonville-Malaumont
| Referens: INSEE |